# خوان کروز (بازیکن فوتبال، زاده ۲۰۰۰)
خوان کروز (انگلیسی: Juan Cruz؛ زادهٔ ۲۵ آوریل ۲۰۰۰) بازیکن فوتبال اهل اسپانیا است.
از باشگاه‌هایی که در آن بازی کرده‌است می‌توان به باشگاه فوتبال مالاگا اشاره کرد.
وی همچنین در تیم ملی فوتبال زیر ۱۸ سال اسپانیا بازی کرده‌است.